# ネリス空軍基地
ネリス空軍基地(ネリスくうぐんきち, Nellis Air Force Base)とは、アメリカ合衆国,ネバダ州ラスベガスの北東7マイルにある米空軍基地。
2000年の時点で、基地には8,896人の人口がある。基地の面積は約46km2あるが、そのうち62%は未整備の状態で使用されている。
ネリス空軍基地は、アメリカ空軍の曲芸飛行隊、サンダーバーズが本拠地としている。

## 歴史

### 第二次世界大戦期
ネリス空軍基地は、1940年10月に建設計画がスタートした。計画の主導は、アメリカ陸軍の航空部隊所属であるデヴィッド・M.シュラッターが握っていた。当時、彼はアメリカ陸軍の軍用機による射爆撃演習場の建設を考え、アメリカ南西部を中心に土地を探していたが、ラスヴェガス周辺の良好な気候に注目したため、ラスヴェガスの北東部に建設する事が決定した。当時、建設現場周辺の都市の劣化が進んでいたため、周辺地域も空軍基地の建設による都市の発展を期待し、建設に切望していた。こうして計画が開始され、3日後には土地の賃貸を完了した。
工事は1941年3月に、「ラスヴェガス陸軍飛行場」の基地名で開始した。年末頃には各種演習が行われるようになった。第二次世界大戦期には、B-10、AT-6、A-33、B-17、B-24やB-26などの演習が盛んに行われた。それらの射撃の弾丸や、破壊目標の破片などは、現在も周辺の山腹で多数見る事ができる。
1943年、1944年は演習のピークとなり、当時基地内には15,000人以上の男女がいたと言われる。演習に使用される軍用機の多くがB-17であった。射撃の標的には、軍事史においても珍しい有人標的機、RP-63が使用された。

### 第二次世界大戦終戦後
飛行場は終戦直後の1945年9月に運営が中止されたが、1948年3月に、新たに組織化されたアメリカ空軍によって再び運営が開始した。1950年4月30日には、基地名は現在の「ネリス空軍基地」に変更された。その後起こった朝鮮戦争に合わせ、P-51、F-80、F-86の訓練基地、また新型機の試験、評価も行うこととなった。
1956年6月1日には、アメリカ空軍の曲芸飛行隊、サンダーバーズがネリス空軍基地に移転する。移転に伴い、サンダーバーズ運用機もF-100 スーパーセイバーに変更された。1960年にはさらにF-105 サンダーチーフへ機種転換されたが、配備後すぐに1日で2機が墜落するという大事故が発生したため、再びF-100へ機種が戻されている。
1966年には、アメリカ軍における空戦研究の統一を機に、「戦術戦闘機兵器センター」(Tactical Fighter Weapons Center)が開設した。
1969年にサンダーバーズは、長年に渡って運用してきたF-100を退役させ、F-4Eへ機種転換した。またF-4Eも、1974年にT-38に機種転換している。
1980年頃には模擬空戦大会、レッドフラッグを基地で開始した。レッドフラッグはネリス空軍基地で現在も行われている。
1990年代に入るとネリス空軍基地は、新型の戦闘機、YF-22の試験プログラムを行う基地に選定され、各種試験が行われる事となった。
2006年11月14日、アメリカ空軍は1970年代から1980年代に至るまで、ロシア（旧ソビエト連邦）のミグ製戦闘機を研究目的で使用していたという情報を、機密扱いから外し公表した。MiG-17、MiG-21やMiG-23などの戦闘機を仮想敵役として運用していたという。また、MiG-29もネリス空軍基地で運用していた可能性もでている。
2007年4月23日にネリス空軍基地は、約570m2に70,000個のソーラーパネルを設置する、新たな発電システムの計画を開始した。ソーラーパネルは基地西側に設置され、2008年頃まで完成する予定である。18MWの発電量が、基地の約25%の消費電力を補うとしている。

## 航空祭関係
- 1997年4月25日・26日実施されたネリス空軍基地での航空祭で、ブルーインパルスが展示飛行を実施した。